# Бурлас, Моисис
Моиси́с Бурла́с (греч. Μωυσής Μιχαήλ Μπουρλάς; в СССР и России — Бурлас Михаил Леонович; 9 мая 1918, Каир — 16 марта 2011, Салоники) — греческий коммунист и партизан еврейского происхождения. Автор получившей известность книги «Эллин, еврей и левый».

## Молодость
Моисис Бурлас родился в 1918 году в Каире в семье греческих евреев. Отец был родом из города Волос, мать с острова Хиос.
Моисис был четвёртым, но не последним ребёнком семьи. Из-за финансовых проблем семья оставила Каир и вернулась в Грецию. Бурласы первоначально поселились в городе Науса, Центральная Македония, где жил один из его дедов, а затем, после второго банкротства отца, в македонскую столицу, город Фессалоники.
Присутствие в городе большой еврейской общины напомнила греко-язычным и с связями, в основном, с греческим населением Бурласам о их еврейском происхождении: «..нам объяснили что мы будем жить …. в квартале где живут евреи. Мы переглянулись и осознали, что мы евреи».
С детства Моисис помогал отцу в его пекарне. Закончив гимназию, стал токарем.
В 1935 году, в возрасте 17 лет вступил в Организацию Коммунистической молодёжи Греции (ΟΚΝΕ) и участвовал в профсоюзных организациях.
В 1936 году стал членом Коммунистической партии Греции (КПГ).
С началом диктатуры генерала Метаксаса, принял участие в действиях подпольных организаций компартии, был арестован, подвергся пыткам.
С началом победоносносной для греческого оружия Греко-итальянской войны (1940—1941), был призван в армию и воевал в Албании.
Моисис писал семье «Ухожу гордый, что иду сражаться за честь нашего Отечества».
После того как на помощь итальянцам пришла Гитлеровская Германия и часть генералитета подписала «почётную капитуляцию», Бурлас вернулся в Салоники.

## 1943 год
С началом тройной, германо-итало-болгарской, оккупации Греции, Салоники оказались в немецкой зоне оккупации.
Причастность Бурласа к греческому коммунистическому движению стала основным фактором, способствовавшим тому, что семья избежала депортации и истребления в 1943 году.
Другим фактором был тот факт, что семья не принадлежала к сефардскому большинству салоникских евреев.
Семья дистанцировалась от позиции большинства еврейской общины города: Бурлас отказался носить жёлтую звезду («ни на минуту») и с самого начала принял позицию непослушания. Его активную позицию разделили немногие молодые евреи, что нарушает миф о всеобщей «пассивности» евреев.
В своих мемуарах Бурлас открыто обвиняет «предателя раввина» Кореца, как ответственного за депортацию общины. Вместо того чтобы следовать указаниям Греческого Сопротивления и открыть евреям глаза на происходящее и побудить их оставить город, Корец побуждал их к послушанию и согласию на депортацию.
Молодой Бурлас, следуя за своими греческими товарищами и вместе с другими 12 салоникскими евреями покинул город и вступил в ряды Народно-освободительной армии Греции (ЭЛАС).
Его семья также спаслась благодаря тому, что его греческий товарищ успел в день депортации вывесить на их доме официальную бумагу жандармерии с надписью «реквизирован» (оккупационными властями).
Немцы не стали искать евреев в «реквизированном» доме.
В последующие дни семья нашла убежище у своих греческих друзей в Наусе.

## В рядах Греческого Сопротивления
В ЭЛАС Моисис Бурлас получил псевдоним «Байрон».
В составе 30-го полка ЭЛАС он воевал против немцев и коллаборационистов в горах Пайко, Центральная Македония.
Несколько позже, в ЭЛАС вступили отец и один из братьев. В двадцатилетнем возрасте его брат, Соломон, погиб в одном из боёв частей ЭЛАС с оккупантами.
После Освобождения в стране наступил период т. н. «Белого террора», когда монархисты и бывшие коллаборационисты преследовали сторонников компартии и бывших бойцов ЭЛАС.
Будучи и коммунистом и ветераном ЭЛАС, Бурлас был также в числе десятков тысяч арестованных и был выслан в Концентрационный лагерь Макронисос, а затем на острова Агиос Эфстратиос и Икария, где его товарищами по несчастью были греческие поэт Яннис Рицос и актёр Манос Катракис.
В 1951 году молодое израильское государство проявило интерес к судьбе греческих левых еврейского происхождения и запросило их освобождение и эмиграцию в Израиль, признав взамен предыдущие права греческих монастырей в Палестине.
Бурлас не соглашался на эту вынужденную эмиграцию, но в конечном итоге сдался. Эмиграция сопровождалась потерей им греческого гражданства.

## В Израиле
Бурлас эмигрировал в Израиль, где вступил в компартию Израиля и был вовлечён профсоюзную деятельность. В силу этого его часто увольняли, но будучи отличным токарем, он легко вновь находил работу.
Атмосфера патриотизма и энтузиазма, царившая в этот период в Израиле, не затронули Бурласа. Его идентичность «левого» оказалось более существенным для него, нежели идентичность еврея.
В Израиле он женился в повторном браке на еврейке из Советского Союза.
С первой женой он был разведён и от первого брака у него был сын.
Вместе со своей второй женой и «против течения», он эмигрировал в 1967 году в СССР.

## В СССР
В Советском Союзе Бурлас обосновался на Урале, где работал токарем до 1982 года, когда и вышел на пенсию.
После выхода на пенсию, стал преподавать греческий язык.
Бурлас всегда считал Грецию своей Родиной и греческая грань его идентитета стала принимать всё большее место в его душе. Он стал искать пути своего возвращения в Грецию.
Некоторое время перед переездом в Грецию, Моисис Бурлас проживал в городе Сухуми, где преподавал греческий язык местным понтийским грекам. Как он сам вспоминал на презентации своей книги «Эллин, еврей и левый» — сухумские греки его звали — те метерон о даскалон — наш учитель. Он также участвовал в работе Сухумского греческого театра, в том числе в спектакле «Требуется лжец» по пьесе Псафаса.

## Репатриация в Грецию
Бурласу удалось репатриироваться в Грецию в 1990 году, в возрасте 72 лет и начал борьбу за возвращение ему греческого гражданства. Гражданство ему было возвращено в 1999 году. В том же году указом президента России Б. Н. Ельцина ему было предоставлено гражданство России. Чтобы выжить, он брался за всевозможную работу. Первоначально обосновался в маленькой комнате, которую предоставила ему еврейская община Салоник. Впоследствии он переехал в дом престарелых «Саул Модиано», где жил до конца своих дней.
До конца своей жизни Бурлас принимал активное участие в общественной деятельности. Оставаясь верным своей жизненной позиции и несмотря на свой преклонный возраст, Бурлас был кандидатом от левых коалиций на муниципальных выборах в 2002 и 2006 годах и участвовал в предвыборной борьбе. В ходе выборов 2002 года и выражая свои надежды на мирное сосуществование народов Палестины и Израиля, он принял участие в совместной пресс-конференции с другим кандидатом левых, палестинским врачом Сабах Абдель Рахимом. Моисис Бурлас умер в Салониках 2011 году.

## Эллин, еврей и левый
В 2000 году Бурлас издал свои мемуары, где его тройной идентитет стал заголовком книги «Эллин, еврей и левый».
Книга была написана при поощрении директора дома престарелых «Саул Модиано», Виктории Бенузилио и раввина Салоник, Ицхака Даяна.
Бурлас скромно писал, что он только хотел описать свою жизнь «в трёх континентах, Европе, Азии, Африке, и четырёх морях, Средиземном, Красном, Чёрном, Каспийском»,
и «то, что я пережил в оккупацию и Гражданскую войну».
Бурлас пишет, что «если бы меня спросили о моей жизни и всего, что я перенёс из-за своей партии и идеологии, я бы ответил, что если бы я снова родился, то вновь последовал бы этому пути».
Не ввязываясь в большую историческую тематику, Бурлас своей книгой запечатлел заметные штрихи в истории компартии Греции и уничтоженной нацистами еврейской общины Салоник.